# Болота Карелии

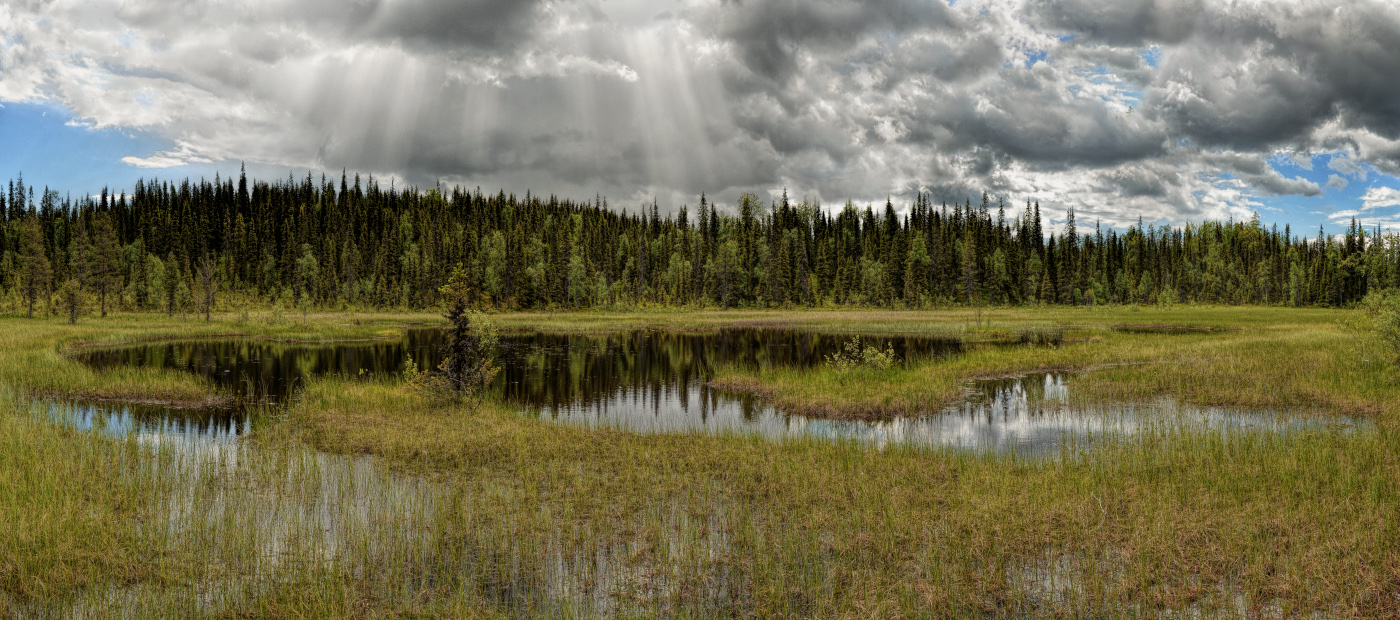
Болото в Паанаярви (национальный парк)

Боло́та Каре́лии — участки ландшафта, характеризующиеся обильным увлажнением и торфянной почвой на территории Республики Карелия.

## Общие сведения
Карелия один из самых заболоченных регионов мира. Болота и заболоченные леса занимают более 30 % территории Республики Карелия. На открытые болота приходится 3,6 млн. га, на лесные болота и заболоченные леса — 1,8 млн га.
Заболоченность территории в Приладожье составляет 15-20 %, территории прибеломорской низменности — до 80 %.
Болота Карелии соединены в сложные болотные системы со значительными запасами торфа, которые составляют, по оценкам специалистов, 8,7 млрд тонн.
В период 1950—1980-х годов в Карелии было осушено более 700 тыс. га болот для целей развития сельского хозяйства.
Более 130 тыс. га болот, а также ценных ягодников клюквы и морошки взяты под охрану государства в составе особо охраняемых природных территорий Карелии — Водлозерский национальный парк, «Паанаярви», «Кивач» и «Костомукшский». Всего на территории Карелии создано 84 болотных памятника природы.

## Водно-болотные угодья
В список водно-болотных угодий России на территории Карелии, имеющих международное значение, включены — южная часть Кандалакшского залива и Онежская губа Белого моря, входящих в региональный ландшафный заказник «Кузова».
В перспективный список водно-болотных угодий России, для придания им международного статуса включены болота Юпяужшуо, Важинское и верховые болота в окрестностях деревни Нюхча.

## Государственные региональные болотные памятники природы на территории Республики Карелия
| Название                                                | Площадь, га                                             | Местонахождение | Дата учреждения                                         | Краткое описание, комментарий                                                                                             |
| Государственные региональные болотные памятники природы | Государственные региональные болотные памятники природы | Государственные региональные болотные памятники природы                                                                | Государственные региональные болотные памятники природы | Государственные региональные болотные памятники природы                                                                   |
| ------------------------------------------------------- | ------------------------------------------------------- | --- | ------------------------------------------------------- | --- |
| Болото Пайрецкое                                        | 545,5                                                   | Прионежский район, в 7 км на юго-запад от посёлка Ладва                                                                | 24 мая 1989                                             | Эталон природы южной Карелии, ценный ягодник клюквы                                                                       |
| Болото Ойгорецкое                                       | 513                                                     | Прионежский район, в 16,5 км на юго-восток от посёлка Ладва                                                            | 24 мая 1989                                             | Сложная болотная система, ценный ягодник клюквы                                                                           |
| Болото у озера Нурдас                                   | 454,4                                                   | Олонецкий район, между озёрами Топозеро и Нурдасъярви                                                                  | 24 мая 1989                                             | Эталонная болотная система, ценный ягодник клюквы                                                                         |
| Болото у озера Волгиеламби                              | 278,4                                                   | Олонецкий район, в 5 км на юго-запад от посёлка Верхнеолонецкий                                                        | 24 мая 1989                                             | Эталонная болотная система, ценный ягодник клюквы и морошки                                                               |
| Болото Важинское                                        | 7235,1                                                  | Пряжинский район, в 2 км на восток от посёлка Интерпосёлок                                                             | 24 мая 1989                                             | Крупнейшая болотная система в южной Карелии, ценный ягодник клюквы и морошки                                              |
| Болото Посадско-Наворожское                             | 1120,8                                                  | Пряжинский район, в 15 км на северо-восток от села Колатсельга                                                         | 24 мая 1989                                             | Система слившихся болотных массивов, ценный ягодник клюквы                                                                |
| Болото Сулансуо                                         | 125,1                                                   | Суоярвский район, в 4 км на юго-запад от посёлка Лоймола                                                               | 24 мая 1989                                             | Типичное болото карельского кольцевого аапа типа, полигон для научных исследований                                        |
| Болото у деревни Вендюры                                | 1115,3                                                  | Кондопожский район, на северо-запад от озера Вендюрское                                                                | 24 мая 1989                                             | Ценный ягодник клюквы и морошки                                                                                           |
| Болото Конье                                            | 86,2                                                    | Кондопожский район, в 0,5 км на юго-восток от посёлка Новый Посёлок                                                    | 24 мая 1989                                             | Эталон разнообразия растительного покрова болотных массивов, полигон для научных исследований                             |
| Болото Разломное                                        | 39,0                                                    | Кондопожский район, в 5 км на север от посёлка Новый Посёлок                                                           | 24 мая 1989                                             | Уникальная по генезису болотная система, включающая места произрастания редких видов растений                             |
| Болото у озера Эльмус                                   | 1918,0                                                  | Кондопожский район, в 1,5 км на запад от посёлка Эльмус                                                                | 24 мая 1989                                             | Ценный ягодник клюквы и морошки                                                                                           |
| Болото Пигма                                            | 525,0                                                   | Кондопожский район, вблизи села Уница                                                                                  | 24 мая 1989                                             | Сложная болотная система с наличием редких растений, занесённых в Красную книгу России и Красную книгу Республики Карелия |
| Болото Пала                                             | 204,0                                                   | Кондопожский район, в 3 км на северо-восток от посёлка Новый Посёлок                                                   | 24 мая 1989                                             | Сложная болотная система с наличием редких растений, занесённых в Красную книгу России и Красную книгу Республики Карелия |
| Болото Дикино                                           | 213,0                                                   | Кондопожский район, в 6,5 км на северо-запад от посёлка Эльмус                                                         | 24 мая 1989                                             | Сложная болотная система, полигон для научных исследований                                                                |
| Болото Тамбицкое                                        | 51,0                                                    | Пудожский район, в 2 км на северо-запад от посёлка Тамбицы                                                             | 24 мая 1989                                             | Уникальная, малая по площади, болотная система                                                                            |
| Болото Комарницкое                                      | 510,0                                                   | Медвежьегорский район, в 5 км на север от деревни Данилово                                                             | 24 мая 1989                                             | Эталонный болотный массив карельского кольцевого аапа типа (среднекарельский вариант)                                     |
| Болото Тикша                                            | 531,0                                                   | Муезерский район, в 0,5 км на север от посёлка Тикша                                                                   | 24 мая 1989                                             | Болотный массив карельского кольцевого аапа типа, редкий для Северной Карелии ягодник клюквы                              |
| Болото Ладвинское                                       | 166,2                                                   | Прионежский район, в 11,5 км на северо-восток от посёлка Ладва                                                         | 24 мая 1989                                             | Ягодник морошки |
| Болото у озера Ржаное                                   | 30,0                                                    | Прионежский район, в 11 км на юго-запад от посёлка Шокша                                                               | 31 октября 1991                                         | Ягодник клюквы |
| Болото Сельга                                           | 134,0                                                   | Прионежский район, в 10 км на юго-запад от посёлка Шокша                                                               | 31 октября 1991                                         | Ягодник клюквы и морошки, токовище боровых птиц                                                                           |
| Болото Верховое                                         | 65,6                                                    | Прионежский район, в 11 км на юго-запад от посёлка Шокша                                                               | 31 октября 1991                                         | Ягодник морошки |
| Болото Лесное                                           | 20,8                                                    | Прионежский район, в 10 км на юго-запад от посёлка Шокша                                                               | 31 октября 1991                                         | На болоте встречаются орхидные растения, запрещённые для сбора.                                                           |
| Болото Южно-Габозерское (Сандальское)                   | 228,3                                                   | Кондопожский район, в 1,5 км на северо-запад от города Кондопога                                                       | 31 октября 1991                                         | Ягодник клюквы и морошки                                                                                                  |
| Болото Миккельское                                      | 493,7                                                   | Пряжинский район, в 1,5 км на юг от деревни Салменица                                                                  | 31 октября 1991                                         | Ценный ягодник клюквы и морошки                                                                                           |
| Болото Мерисуо                                          | 487,4                                                   | Пряжинский район, в 15 км на юг от посёлка Эссойла                                                                     | 31 октября 1991                                         | Ценный ягодник клюквы и морошки                                                                                           |
| Болото Заповедное                                       | 1361,0                                                  | на границе Калевальского и Кемского районов, в 15 км на восток от посёлка Кепа                                         | 6 апреля 1995                                           | Ценный ягодник клюквы и морошки. Возраст болота около 9000 лет                                                            |
| Болото Шомба                                            | 365,0                                                   | Кемский район, в 2 км на северо-запад от посёлка Шомба                                                                 | 6 апреля 1995                                           | Ценный ягодник клюквы и морошки. Возраст болота около 9000 лет                                                            |
| Болото Шубинское                                        | 22,0                                                    | Кондопожский район, в 4,5 км на северо-запад от деревни Вохтозеро                                                      | 6 апреля 1995                                           | Ценный ягодник крупноплодных форм клюквы                                                                                  |
| Болото Самбальское                                      | 430,0                                                   | Прионежский район, в 3 км на юг от посёлка Новая Вилга                                                                 | 6 апреля 1995                                           | Ценный ягодник клюквы и морошки. Возраст болота около 9000 лет                                                            |
| Болото Монастырское                                     | 22,0                                                    | Прионежский район, вблизи Ионо-Яшезерского монастыря                                                                   | 6 апреля 1995                                           | Ценный ягодник клюквы |
| Болото Посадско-Наворожское IX                          | 870,0                                                   | Пряжинский район, в 18 км на северо-восток от села Колатсельга                                                         | 6 апреля 1995                                           | Ценный ягодник клюквы |
| Болото Посадско-Наворожское XI                          | 2082,0                                                  | Пряжинский район, в 12 км на северо-восток от села Колатсельга                                                         | 6 апреля 1995                                           | Ценный ягодник клюквы |
| Болото Посадско-Наворожское VIII                        | 286,0                                                   | Пряжинский район, в 15 км на северо-восток от села Колатсельга                                                         | 6 апреля 1995                                           | Ценный ягодник клюквы |
| Болото у реки Сомбы                                     | 559,0                                                   | Пудожский район, в 15 км на юг от посёлка Кривцы                                                                       | 6 апреля 1995                                           | Имеет водоохранное значение для реки Сомба, ягодник клюквы                                                                |
| Болото Сосновое (Жидкое)                                | 860,0                                                   | Пудожский район, в 21 км на юг от посёлка Кривцы                                                                       | 6 апреля 1995                                           | Ягодник клюквы |
| Болото Ален                                             | 149,0                                                   | Сегежский район, в 12 км на северо-запад от деревни Полга                                                              | 6 апреля 1995                                           | Ягодник клюквы |
| Болото Савороженское                                    | 560,0                                                   | Сегежский район, в 10 км на северо-запад от деревни Полга                                                              | 6 апреля 1995                                           | Ценный ягодник клюквы |
| Болото Аконъярвское                                     | 68,0                                                    | Суоярвский район, в 5 км на север от посёлка Поросозеро                                                                | 6 апреля 1995                                           | Ценный ягодник клюквы |
| Болото Озовое                                           | 79,0                                                    | Суоярвский район, в 3 км на северо-запад от посёлка Поросозеро                                                         | 6 апреля 1995                                           | Ценный ягодник клюквы |
| Болото у реки Олонки                                    | 42,0                                                    | Олонецкий район, в 2 км на северо-запад от посёлка Ильинский                                                           | 6 апреля 1995                                           | Типичный болотный комплекс восточного побережья Ладожского озера                                                          |
| Чимильская поляна                                       | 25,0                                                    | Олонецкий район, в 2 км на север от города Олонца                                                                      | 6 апреля 1995                                           | Эталон природы Олонецкой равнины                                                                                          |
| Болото Папинойя                                         | 99,0                                                    | Олонецкий район, в 12 км на запад от посёлка Коткозеро                                                                 | 6 апреля 1995                                           | Ценный ягодник клюквы |
| Болото у озера Утозеро                                  | 24,0                                                    | Олонецкий район, в 5 км на запад от посёлка Коткозеро                                                                  | 6 апреля 1995                                           | Типичное мезоолиготрофное пушицево-сфагновое болото Олонецкой равнины                                                     |
| Болото Конзозерское                                     | 121,0                                                   | Олонецкий район, в 4 км на юго-восток от посёлка Коткозеро                                                             | 6 апреля 1995                                           | Ягодник клюквы и морошки                                                                                                  |
| Болото Терга                                            | 44,0                                                    | Олонецкий район, в 0,4 км на запад от посёлка Ковера                                                                   | 6 апреля 1995                                           | Типичный природный комплекс Олонецкой равнины                                                                             |
| Болото Ковера                                           | 14,0                                                    | Олонецкий район, в 0,8 км на восток от посёлка Ковера                                                                  | 6 апреля 1995                                           | Типичный природный комплекс Олонецкой равнины                                                                             |
| Болото Лебяжье                                          | 700,0                                                   | Олонецкий район, в 10 км на северо-восток от посёлка Михайловское                                                      | 6 апреля 1995                                           | Место массового гнездования и остановки для кормёжки перелётных птиц                                                      |
| Болото Новиковское                                      | 32,0                                                    | Олонецкий район, в 11 км на север от посёлка Михайловское                                                              | 6 апреля 1995                                           | Ценный ягодник клюквы |
| Болото Медвежье                                         | 131,0                                                   | Олонецкий район, в 10 км на север от посёлка Михайловское                                                              | 6 апреля 1995                                           | Ценный ягодник клюквы |
| Болото у озера Медвежье                                 | 15,0                                                    | Олонецкий район, в 7 км на север от посёлка Михайловское                                                               | 6 апреля 1995                                           | Ценный ягодник клюквы |
| Болото Поручейное                                       | 158,0                                                   | Олонецкий район, в 4 км на северо-восток от посёлка Михайловское                                                       | 6 апреля 1995                                           | Ценный ягодник клюквы |
| Болото Михайловское                                     | 29,0                                                    | Олонецкий район, в 0,4 км на север от посёлка Михайловское                                                             | 6 апреля 1995                                           | Ценный ягодник клюквы |
| Болото Малое Сармягское                                 | 280,0                                                   | Олонецкий район, в 4 км на северо-восток от деревни Обжа                                                               | 6 апреля 1995                                           | Ценный ягодник клюквы и морошки                                                                                           |
| Болото Восточно-Сегежское                               | 761,0                                                   | Олонецкий район, в 13 км на юго-восток от деревни Обжа                                                                 | 6 апреля 1995                                           | Ценный ягодник клюквы и морошки                                                                                           |
| Болото Ропаки                                           | 995,0                                                   | Олонецкий район, в 7 км на юго-восток от деревни Обжа                                                                  | 6 апреля 1995                                           | Первый в Карелии объект лесной мелиорации                                                                                 |
| Болото Левотсуо                                         | 943,0                                                   | Олонецкий район, в 7 км на север от деревни Куйтежа                                                                    | 2 октября 1995                                          | Ценный ягодник клюквы и морошки                                                                                           |
| Болото Чилим                                            | 608,0                                                   | Олонецкий район, в 12 км на север от деревни Куйтежа                                                                   | 2 октября 1995                                          | Ценный ягодник клюквы |
| Болото Кохтусуо                                         | 821,0                                                   | Олонецкий район, в 2 км на север от деревни Куйтежа                                                                    | 2 октября 1995                                          | Ценный ягодник клюквы и морошки                                                                                           |
| Болото Калегубское                                      | 168,0                                                   | Медвежьегорский район, в 1 км на север от посёлка Ламбасручей                                                          | 29 декабря 1997                                         | Эталон мезоэвтрофных травяно-гипновых болот Заонежья                                                                      |
| Болото у озера Леликозеро                               | 200,0                                                   | Медвежьегорский район, в 4 км на северо-восток от посёлка Ламбасручей                                                  | 29 декабря 1997                                         | Эталон кустарничково-пушицево-сфагновых болот, ягодник клюквы                                                             |
| Болото по Лель-речке                                    | 95,0                                                    | Медвежьегорский район, в 3 км на восток от посёлка Ламбасручей                                                         | 29 декабря 1997                                         | Эталон древесно-травяно-сфагновых болот, ягодник клюквы                                                                   |
| Болото Замошье (северная часть)                         | 178,0                                                   | Медвежьегорский район, в 1 км на запад от деревни Боярщина, на территории охранной зоны музея-заповедника «Кижи»       | 29 декабря 1997                                         | Эталон мезоэвтрофных травяно-моховых болот, полигон для научных исследований                                              |
| Болото у губы Петриково Онежского озера (южная часть)   | 43,0                                                    | Медвежьегорский район, на территории охранной зоны музея-заповедника «Кижи»                                            | 29 декабря 1997                                         | Эталон мезоэвтрофных травяно-моховых болот                                                                                |
| Болото у деревни Боярщина                               | 24,0                                                    | Медвежьегорский район, в 0,8 км на юго-запад от деревни Боярщина, на территории охранной зоны музея-заповедника «Кижи» | 29 декабря 1997                                         | Эталон мезоэвтрофных травяно-моховых болот                                                                                |
| Болото Широкое                                          | 259,0                                                   | Прионежский район, в 10 км на северо-запад от посёлка Пай                                                              | 29 декабря 1997                                         | Уникальное мезоолиготрофное кустарничково-травяно-сфагновое болото                                                        |